# Adelitas Way (album)
| Recensione | Giudizio |
| ---------- | -------- |
| AllMusic   |          |

Adelitas Way è l'album di debutto dell'omonimo gruppo hard rock statunitense.

## Tracce
Testi e musiche di Rick DeJesus e Brian Howes, tranne dove indicato.
1. Invincible – 3:10 (DeJesus, Chris Iorio, Dave Bassett)
2. Scream – 3:34 (DeJesus, Iorio)
3. Dirty Little Thing – 3:31 (DeJesus, Iorio, Marti Frederiksen)
4. Last Stand – 3:44
5. Hate Love – 2:50
6. So What if You Go – 4:18 (DeJesus, Iorio, Pierre Paquet)
7. Closer to You – 3:36 (DeJesus)
8. Just a Little Bit – 3:19
9. All Falls Down – 3:53 (DeJesus)
10. My Derailment – 3:36
11. Brother – 5:04 (DeJesus)

## Formazione
- Rick DeJesus – voce
- Chris Iorio – chitarra solista
- Keith Wallen – chitarra ritmica, cori
- Derek Johnston – basso
- Trevor "Tre" Stafford – batteria, percussioni